# Aleksándrovski (Ust-Labinsk)
Aleksándrovski (del ruso: Александровский) es un jútor del raión de Ust-Labinsk del krai de Krasnodar de Rusia. Está situado a orillas del río Zelenchuk Vtorói, afluente del Kubán, 29 km al este de Ust-Labinsk y 88 km al nordeste de Krasnodar, la capital del krai. Tenía 1 702 habitantes en 2010.
Es cabeza del municipio Aleksándrovskoye, al que pertenecen asimismo Krasni, Neyelinski, Novonikoláyevka, Piatijatski, Semiónovka, Soglachni y Finoguenovski.

## Historia
La localidad fue fundada en 1883.